# Potatistryck

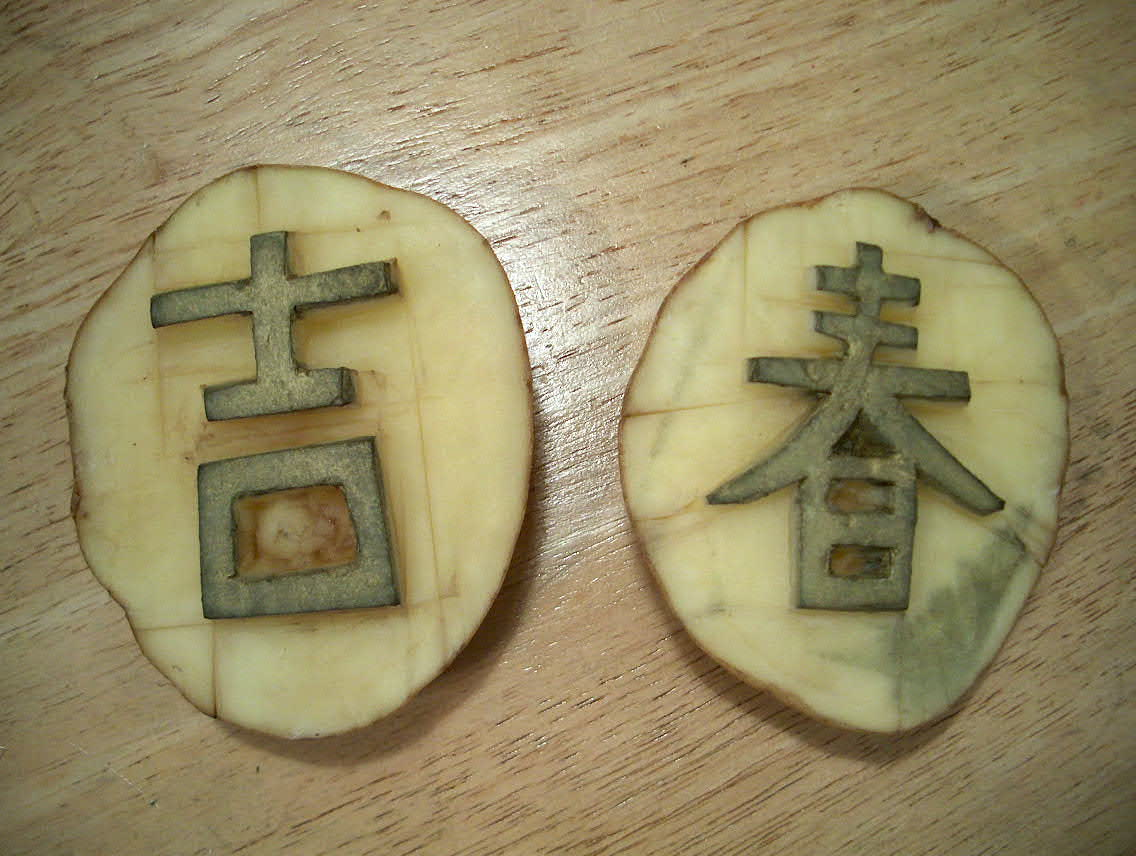
Potatisdelar för potatistryck inför det kinesiska nyåret.

Potatistryck utförs genom att skära ut en relief i en potatis  och använda den som stämpel för att trycka mönster eller bilder med. Till potatistryck används till exempel plakatfärg.
Rent principmässigt tillhör potatistryck gruppen högtryck.